# Michael Francis Howley
Michael Francis Howley, né le 25 septembre 1842 à Saint-Jean de Terre-Neuve et décédé le 15 octobre 1914, était un prêtre de l'Église catholique. Il a été l'archevêque de l'archidiocèse de Saint-Jean de 1904 à 1914.

## Annexe